# Supercoppa degli Emirati Arabi Uniti 2013
La UAE Super Cup 2013 si è disputata il 30 agosto 2013 allo Stadio Mohammed Bin Zayed di Abu Dhabi. La sfida ha visto contrapposte l'Al-Ain FC, vincitore della UAE Pro-League 2012-2013, e l'Al-Ahli Club, vincitrice della Coppa del Presidente degli Emirati Arabi Uniti 2012-2013.

## Tabellino
| Arbitro: | Abdullah Al Ajel |

|                                     |                      |                            |
| Gyan Omar. A Al Shamisi Fares Diaky | Tiri di rigore 2 – 3 | Jiménez Ciel Viana Sanqour |